# Asplenium dimidiatum
Asplenium dimidiatum är en svartbräkenväxtart som beskrevs av Olof Peter Swartz. Asplenium dimidiatum ingår i släktet Asplenium och familjen Aspleniaceae. Utöver nominatformen finns också underarten A. d. boliviense.